# Elaphoglossum subarborescens
Elaphoglossum subarborescens är en träjonväxtart som beskrevs av Eduard Rosenstock. Elaphoglossum subarborescens ingår i släktet Elaphoglossum och familjen Dryopteridaceae. Utöver nominatformen finns också underarten E. s. bolivianum.